# Miguel de Aguilar
Miguel (de) Aguilar (Valderrobres, c. 1612 - ¿?; fl. 1635-1644) fue un maestro de capilla español.

## Vida
Es muy poco lo que se sabe de su vida. Antes de su maestría en Daroca, parece que en 1622 era infante del coro en La Seo de Zaragoza.

### Maestría en Daroca
En Daroca sucedió en el cargo de maestro de capilla a Íñigo F. Camargo, ocupando la maestría desde junio de 1635. En ese momento ya se le menciona como «licenciado». Durante su estancia en la Colegial de los Sagrados Corporales coincidió con Pablo Bruna, «el Ciego de Daroca», sin duda una de los grandes organistas y compositores de la música española del siglo XVII, maestro de maestros.
El 1 de julio de 1635 recibió el inventario de los libros de canto de órgano de la colegiata de Daroca, Inventario de los libros de canto de órgano,inserto en un apartado del Inventario de lascosas de la fábrica de la Iglesia mayor de Nuestra Señora de los Corporales de la Ciudad de Daroca [...] de 1603. El hecho muestra que Aguilar llegó a conocer las obras de autores incluidos en el inventario, entre los que se mencionan compositores españoles, portugueses, italianos y francoflamencos, como Pedro de Escobar, Jean Richafort, Jacquet de Mantua, Cristóbal de Morales, Vicente Lusitano, Melchor Robledo, Giovanni Pierluigi da Palestrina, Francisco Guerrero, Tomás Luis de Victoria, Sebastián López de Velasco y Bartolomé Méndez, además de diversos otros anónimos y de autores que no se han podido identificar como Jerónimo Abadía, Castrillo, Gil, Pedro de Ponce, Sebastián Ponce o Zorrilla.

### Maestría en Huesca
En septiembre de 1636, tras la tercera desaparición del maestro Mateo Calvete, el deán de la Catedral de Huesca encargó al organista primero Bartolomé Ximénez que escribiera al maestro de Daroca, Miguel de Aguilar a la sazón, y al corneta de la Colegiata de Calatayud para ofrecerles un lugar en la metropolitana. Aguilar aceptó y fue nombrado maestro de capilla el 17 de octubre de ese mismo año. El 4 de noviembre las actas capitulares mencionan que Aguilar tenía permiso «para ir a su tierra a traer su casa y sus trastes por espacio de veinte días.»
En noviembre de 1636, tan solo un mes después de su llegada a Huesca, se presentó a las oposiciones para la maestría de La Seo de Zaragoza, que había quedado vacante por el fallecimiento de Gaspar Cueto. El cabildo de Zaragoza había tardado un año en buscar ocupar el cargo de maestro de capilla por razones desconocidas. No se sabe como se realizaron las responsabilidades durante este tiempo, pero la capilla parece haber funcionado lo suficientemente bien. Se publicaron los edictos el 22 de septiembre de 1636, en el que daban tiempo hasta noviembre para que los músicos se presentasen, y se definieron tres examinadores, Francisco Salazar, Jusepe Ximénez y el maestro de capilla de el Pilar.
Las oposiciones duraron siete días, hasta el 26 de noviembre de 1636, cuando se anunció el resultado:

Que a los opositores al magisterio, de los 5, a los cuatro (que es fuerza queden sin él), se les dé de ayuda de costa de sus viajes cada veinticinco escudos.
Llamaron a los opositores que entrasen a informar de su justicia. Entró el primero Miguel de Aguilar, Maestro de Huesca; entró en segundo lugar Pedro Ximénez de Luna, Maestro de Santo Domingo de la Calzada. Entró después Juan Francisco Balán, Maestro de Santa María de Calatayud; en cuarto lugar entró José Rada, Maestro de Teruel; el último entró Sebastián Romero, Maestro de Capilla de Tarazona. Hizo cada uno de por sí relación de sus estudios y progresos en ellos.
Llamáronse los examinadores cada uno de por sí y entró el Maestro del Pilar, el cual dijo que traía por escrito el juicio que había hecho con los demás examinadores, y así pareció que entrasen todos juntos, pues habían confabulado el parecer con todos; leyeron los examinadores su parecer graduando los opositores y pasóse a proveer por habas como es costumbre.
Quedó electo el Maestro Sebastián Romeo, maestro de Tarazona; entró y díjole cómo quedaba electo. Representósele su obligación. Juró los Estatutos y lo que a su oficio toca como es costumbre.
Actas del cabildo de la Catedral de Zaragoza, 26 de noviembre de 1636

Desde 1635 la catedral de Huesca afrontaba una fuerte crisis, lo que llevó a que plazas de ministriles despedidos quedaran vacantes y se ocupasen ocasionalmente con músicos de paso por la ciudad.

Que se observe el estatuto de que hayan de saber de canto los que hayan de tomar posesión de beneficios o raciones en esta iglesia, por la falta que de esto hay, pero ha de ser con suavidad y no con rigor el examen de canto. Que en todo caso se observe que el señor deán y el chantre examinen de literatura antes de la posesión de los beneficios que se ha de tomar en esta santa yglesia
Actas capitulares de la Catedral de Huesca, 28 de mayo de 1638

Poco a poco la situación fue mejorando y hacia 1640 se habían duplicado los cargos de la capilla.

### Maestría en Zaragoza
El maestro Aguilar consta como maestro de capilla del Pilar de Zaragoza por varios villancicos consultados y una carta desde 1641 hasta 1644, pero no existe seguridad en las fechas, ya que el volumen de las actas capitulares correspondientes no se ha conservado. Pedro Ximénez de Luna dedicó el villancico Zagalejos del valle «A Miguel de Aguilar maestro de Capilla de nuestra Señora del Pilar que dios g.de / Mº. R / Çaragª.» Debió ocupar el cargo hasta 1644 o 1645; en 1645 ya se encuentra a Urbán de Vargas en la maestría.
En 1642 la corte de Felipe IV se encontraba en la ciudad y el maestro Aguilar escribe «la Corte se encuentra en Zaragoza, por lo que se han de cuidar al máximo los villancicos». Por lo que debió coincidir con el maestro de la Real Capilla, Carlos Patiño, y acaso también con su predecesor, Mateo Romero, el «maestro Capitán». La carta mencionada anteriormente, dirigida al maestro de Sigüenza, Pedro Fernández Buhc, deja entrever el vivo intercambio de información musical en la época.
Se desconoce la trayectoria posterior del maestro y no se sabe ni la fecha ni el lugar de su muerte.

## Obra
En el archivo de la Colegiata de Alquézar se conservan dos obras de Aguilar: ¡Oh qué bien rige, válgame Dios!, un responsion a cinco voces, y Viendo en brazos del aurora, un romance a ocho voces.
En Catedral de Zaragoza se conserva Laudate Dominum, un salmo a nueve voces; en el archivo de las catedrales de Zaragoza se conserva la mayor parte de su obra. En la de Albarracín se conserva Dixit Dominus, un salmo a ocho voces, y en El Escorial se conserva Dispersit dedit pauperibus, una obra a cinco voces. En el Real Colegio Seminario del Corpus Christi de Valencia se conservan dos motetes a 4 voces, O vos omnes e Inter vestibulum et altare, y un salmo a 12 voces, Qui habitat.